# John Charles Ryle

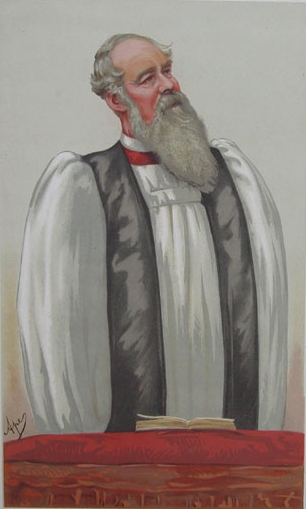
John Charles Ryle.

John Charles Ryle, född den 10 maj 1816 i Macclesfield, död den 10 juni 1900 i Lowestoft, var en engelsk biskop av Liverpool och författare, far till Herbert Edward Ryle, farfar till Gilbert Ryle.
Ryle tillhörde den evangelikala riktningen och blev 1880 den förste innehavaren av Liverpools biskopsstol. Utom flera större bibliska, kyrkohistoriska och pastorala arbeten, bland annat Expository thoughts on the gospels (i 7 band, 1856-69, även utgiven i en folkupplaga), författade Ryle en mängd smärre uppbyggelseskrifter, som inbragte honom benämningen "The prince of tract writers". Flera av hans småskrifter översattes till svenska. 